# African Queens
Albums de The Ritchie Family
Life Is Music American Generation
African Queens est le titre du quatrième et dernier album enregistré par The Ritchie Family (première formation).

## Autour de l'album
En effet, les producteurs prendront la décision de remplacer le premier trio par un second qui collera plus à l'image du mouvement disco.
Cet opus s'accroche donc au thème africain et fait la part belle aux reines africaines sur la première face du 33tours Néfertiti, Cléopâtre et la Reine de Saba.
Les quatre chansons de l'album seront commercialisées en 45 tours, que ce soit en face A ou B, et selon les pays. À l'exception de Summer Dance, toutes les chansons de l'album sont mixées les unes aux autres.
Le groupe connaîtra même son troisième numéro 1 dans les club charts aux États-Unis avec Quiet Village au cours de l'été 1977 durant 3 semaines.

## African Queens

### Face A
African Queens Medley 13 min 16 s
- African Queens
- Theme of Nefertiti
- Theme of Cleopatra
- Theme of The Queen of Sheba
- African Queens (reprise)

### Face B
- Summer dance - 5 min 28 s
- Quiet Village - 5 min 45 s
- Voodoo - 5 min 35 s

## Singles
- African queens (3 s 18) / Summer dance (3 s 07) (chez Bestsellers Belgique)
- Quiet Village (3 s 08) / Voodoo (3 s 08) (bestsellers Belgique)
- African queens (3 s 18) / African queens (3 s 45) (themes)(CBS France)
- African queens (part 1 - 2) (Philips Pays-Bas)

Cet album est le premier duquel l'intégralité des chansons seront extraites en format Single.

## Reprise
En 2005, le groupe Echo Motel sample largement Quiet Village dans son titre house intitulé Give it (check in the mix) édité par OnePhatDeeva UK